# 邵宁
邵宁（1952年7月—），浙江杭州人，汉族，中华人民共和国政治人物，中国共产党党员，第十二届全国人民代表大会浙江地区代表。
毕业于清华大学机械系铸造专业。2013年，被选为全国人大代表。